# تود ديفيس
تود ديفيس (بالإنجليزية: Tod Davis)‏ هو لاعب كرة قاعدة أمريكي، ولد في 24 يوليو 1924 في لوس أنجلوس في الولايات المتحدة، وتوفي في 31 ديسمبر 1978 في ويست كوفينا في الولايات المتحدة.

## وصلات خارجية
- تود ديفيس على موقعبيزبول رفرنس.كوم (الدوري الرئيسي) (الإنجليزية)
- تود ديفيس على موقعبيزبول رفرنس.كوم (الدوري الثانوي) (الإنجليزية)